# Список высших учебных заведений Ярославской области
В список высших учебных заведений  Ярославской области включены образовательные учреждения высшего и высшего профессионального образования, находящиеся на территории  Ярославской области и имеющие действующую лицензию на образовательную деятельность. Список вузов приведён в соответствии с данными сводного реестра лицензий, в список филиалов включены организации, участвовавшие в мониторинге Министерства образования и науки Российской Федерации 2017 года. По состоянию на 18 июля 2017 года в  Ярославской области действующую лицензию имели 11 вузов и 9 филиалов.
Филиалы вузов, головные организации которых находятся в иных субъектах федерации, сгруппированы в отдельном списке. Порядок следования элементов списка — алфавитный.

## Список высших образовательных учреждений
| Название                                                      | Категория         | Статус      | Год основания | Месторасположение | Число студентов |
| ------------------------------------------------------------- | ----------------- | ----------- | ------------- | ----------------- | --------------- |
| Международная академия бизнеса и новых технологий             | негосударственный | академия    |               | Ярославль         |                 |
| Рыбинский государственный авиационный технический университет | государственный   | университет |               | Рыбинск           |                 |
| Ярославская государственная сельскохозяйственная академия     | государственный   | академия    |               | Ярославль         |                 |
| Ярославская духовная семинария                                | негосударственный | семинария   |               | Ярославль         |                 |
| Ярославский государственный медицинский университет           | государственный   | университет |               | Ярославль         |                 |
| Ярославский государственный педагогический университет        | государственный   | университет |               | Ярославль         |                 |
| Ярославский государственный театральный институт              | государственный   | институт    |               | Ярославль         |                 |
| Ярославский государственный технический университет           | государственный   | университет |               | Ярославль         |                 |
| Ярославский государственный университет                       | государственный   | университет |               | Ярославль         |                 |
| Ярославское высшее военное училище противовоздушной обороны   | государственный   | училище     |               | Ярославль         |                 |

## Список филиалов высших образовательных учреждений
| Название                                                                             | Категория         | Статус      | Год основания | Месторасположение | Месторасположение головной организации | Число студентов |
| ------------------------------------------------------------------------------------ | ----------------- | ----------- | ------------- | ----------------- | -------------------------------------- | --------------- |
| Тутаевский филиал Рыбинского государственного авиационного технического университета | государственный   | университет |               | Тутаев            | Рыбинск                                |                 |
| Филиал в Ярославле Московского психолого-социального университета                    | негосударственный | университет |               | Ярославль         | Москва                                 |                 |
| Ярославский филиал Московского финансово-юридического университета                   | негосударственный | университет |               | Ярославль         | Москва                                 |                 |
| Ярославский филиал Ленинградского государственного университета имени А. С. Пушкина  | государственный   | университет |               | Ярославль         | Пушкин                                 |                 |
| Ярославский филиал Академии труда и социальных отношений                             | государственный   | академия    |               | Ярославль         | Москва                                 |                 |
| Ярославский филиал Российского экономического университета имени Г. В. Плеханова     | государственный   | университет |               | Ярославль         | Москва                                 |                 |
| Ярославский филиал Московского государственного университета путей сообщения         | государственный   | университет |               | Ярославль         | Москва                                 |                 |
| Ярославский филиал Финансового университета                                          | государственный   | университет |               | Ярославль         | Москва                                 |                 |
| Ярославский филиал Института управления                                              | негосударственный | институт    |               | Ярославль         | Архангельск                            | 440             |